# اموتا، بخش لعان
اموتا، بخش لعان (به لاتین: Ammuta, Lääne County) یک روستا در استونی است که در دهستان ریدالا واقع شده‌است.